# L'Âge de raison (roman, 1945)
Pour les articles homonymes, voir Âge de raison.
L’Âge de raison est un roman de Jean-Paul Sartre, paru en 1945. C'est la première partie de la trilogie Les Chemins de la liberté. Le site Gallimard indique : Achevé d'imprimer le 15 mars 1945, parution le 2 octobre 1945.

## Résumé
Mathieu est professeur de philosophie. Son amie, Marcelle, est enceinte : un accident. Chacun s’active à trouver des solutions pour un avortement à un prix raisonnable et dans de relatives bonnes conditions. Sarah, qui a de l’expérience, se propose comme intermédiaire. En fait, en plus des raisons théoriques qui portent Mathieu à refuser l’engagement du mariage, il est lassé de Marcelle ; en outre, il est attiré par Ivich, la sœur de l’un de ses anciens élèves, Boris. Après maintes tergiversations, Mathieu finit par voler de l’argent à Lola, la maîtresse de Boris. Daniel, un ami homosexuel de Marcelle comprenant qu’elle a envie de garder l’enfant, se propose de l’épouser. Mathieu se prend à les envier. Eux, au moins, se sont engagés, ont décidé d’un acte devant lequel ils ne peuvent reculer. Lui, « il n’avait jamais pu se prendre complètement à un amour, à un plaisir, il n’avait jamais été vraiment malheureux : il lui semblait toujours qu’il était ailleurs, qu’il n’était pas encore né tout à fait. » Il a « l’âge de raison », et pourtant, il se sent incapable de « commettre » un acte : « Moi, tout ce que je fais, je le fais pour rien ; on dirait qu’on me vole les suites de mes actes ; tout se passe comme si je pouvais toujours reprendre mes coups. Je ne sais pas ce que je donnerais pour faire un acte irrémédiable. »

## Arrière-plan autobiographique
Ivich a pour modèle Olga Kosakiewicz, amie du couple Sartre/Beauvoir, et le roman de Sartre transpose très différemment la même expérience de trio que le roman L'invitée de Simone de Beauvoir.

## Situation de l'œuvre
Premier d’une série de 3 volumes réunis sous le titre Les Chemins de la liberté, dont l’action se situe de 1938 à 1940, L’Âge de raison précède Le Sursis (1945) et La Mort dans l’âme (1949) ; un 4e volume devait suivre, La Dernière Chance, mais il est demeuré inachevé et constitue la dernière œuvre romanesque de Sartre depuis 1949. En grande partie autobiographique, cette trilogie pose les grands problèmes chers à Jean-Paul Sartre sur la liberté, l’engagement, l’amour.